# 辻香織 (声優)
辻 香織（つじ かおり、1974年2月20日 - ）は、日本の女性声優。京都府出身。81プロデュース所属。かつてはドラマティック・カンパニーの
一員であった。

## 人物
声優としては、アニメ、テレビなどで活躍している。
趣味は食べること。

## 出演

### テレビアニメ
1996年
- 爆走兄弟レッツ&ゴー!!（1996年 - 1997年、セシズカ、女の子B） - 2シリーズ
- はりもぐハーリー

1997年
- 救命戦士ナノセイバー（システム、フェアリ）
- ポケットモンスター（1997年 - 2002年、ガールスカウトA、エリカのクサイハナ、ディグダ、ニャース、リンドウのクサイハナ、キマワリ、ナゾノクサ、キレイハナ）

1998年
- アリスSOS（感謝みどり）
- カードキャプターさくら
- 虹の戦記イリス（リック〈子供時代〉、女の子、警告アナウンス、ウェイトレスロボ）
- パニポニ（アッピー）

1999年
- D4プリンセス

2001年
- ノワール（女の子）
- 花右京メイド隊（メイド3、女子生徒、メイド2）
- パラッパラッパー（子供）

2003年
- とっとこハム太郎（稲鳥大和）

### 劇場アニメ
- ああっ女神さまっ（2000年、女子高生）
- ピチューとピカチュウ（2000年、ナゾノクサ）
- 劇場版ポケットモンスター セレビィ 時を超えた遭遇（2001年、ナゾノクサ）

### OVA
- ぼくたちピチューブラザーズ・パーティはおおさわぎ!のまき（2003年、ナゾノクサ）

### ドラマCD
- 恋愛カタログ（めばえ）

### ラジオ
- ドラマチックな夜だから2（1996年 - 1997年、東海ラジオ）

### テレビ番組
- いないいないばあっ!
- ESSEコーナー（ニンジンさん）
- おかあさんといっしょ「ぼくのともだち」（そうじきさん）
- ガギグゲゴーゴーギンガくん（ギンガくん）
- ひとりでできるもん!（ナレーション）
- まちへとびだそう（キッキ）

### シリーズ一覧
1. ↑  第1期（1996年）、第2期『WGP』（1997年）